# Дедал (Софокл)
«Дедал» (др.-греч. Δαίδαλος) — пьеса (предположительно сатировская драма) древнегреческого драматурга Софокла (V век до н. э.) на тему критских мифов, от текста которой сохранились только три небольших фрагмента.
Главный герой пьесы — мастер и изобретатель Дедал из афинского царского рода. Предположительно речь шла о состязании Дедала с Талосом — бронзовым автоматоном, которого бог Гефест создал для критского царя Миноса.